# Cerophysa coomani
Cerophysa coomani es un insecto coleóptero de la familia Chrysomelidae.
Fue descrita científicamente en 1930 por Laboissiere.